# Любен Генов
Любен Генов е български тенисист роден на 2 септември 1945 г. в София. Дългогодишен състезател за Купа Дейвис. За отбора на България за Купа Дейвис има 13 победи и 14 загуби.
През периода 1970-1979 г. девет пъти е шампион на България по тенис.
През 1973 г. участва в квалификациите на Уимбълдън, но губи още в първи кръг от Били Мартин с резултат 2-6 1-6.
През 1979 г. печели турнир в Истанбул на смесени двойки заедно с Диана Москова.
В памет на тенисиста в София се провежда международен турнир за ветерани „Мемориал Любен Генов“.